# Джексон, Джон Хьюлингс
Джон Хьюлингс Джексон (англ. John Hughlings Jackson; 4 апреля 1835 — 7 октября 1911) — английский невролог.
Автор трудов о локализации проекционных двигательных центров коры головного мозга, об афазии и др. Именем Джексона названа описанная им форма эпилепсии.
Цитата:
Чтобы изгнать из медицины ложную идею, нужно 50 лет, а чтобы утвердить правильную — все сто.